# 纳萨尔苏瓦克机场
纳萨尔苏瓦克机场（IATA代码：UAK；ICAO代码：BGBW）是位于格陵兰南部库亚莱克市镇纳萨尔苏瓦克聚落的一座民用机场，是格陵兰南部唯一的国际机场，与努克机场、康埃卢苏阿克机场是格陵兰仅有的三座可供大型喷气式客机起降的民用机场。
由于所在聚落纳萨尔苏瓦克规模较小，该机场主要作为前往卡科尔托克和纳诺塔利克直升机场的中转点。
根据规划，卡科尔托克机场预计于2026年底启用，纳萨尔苏瓦克机场将于同年年底关闭。

## 历史

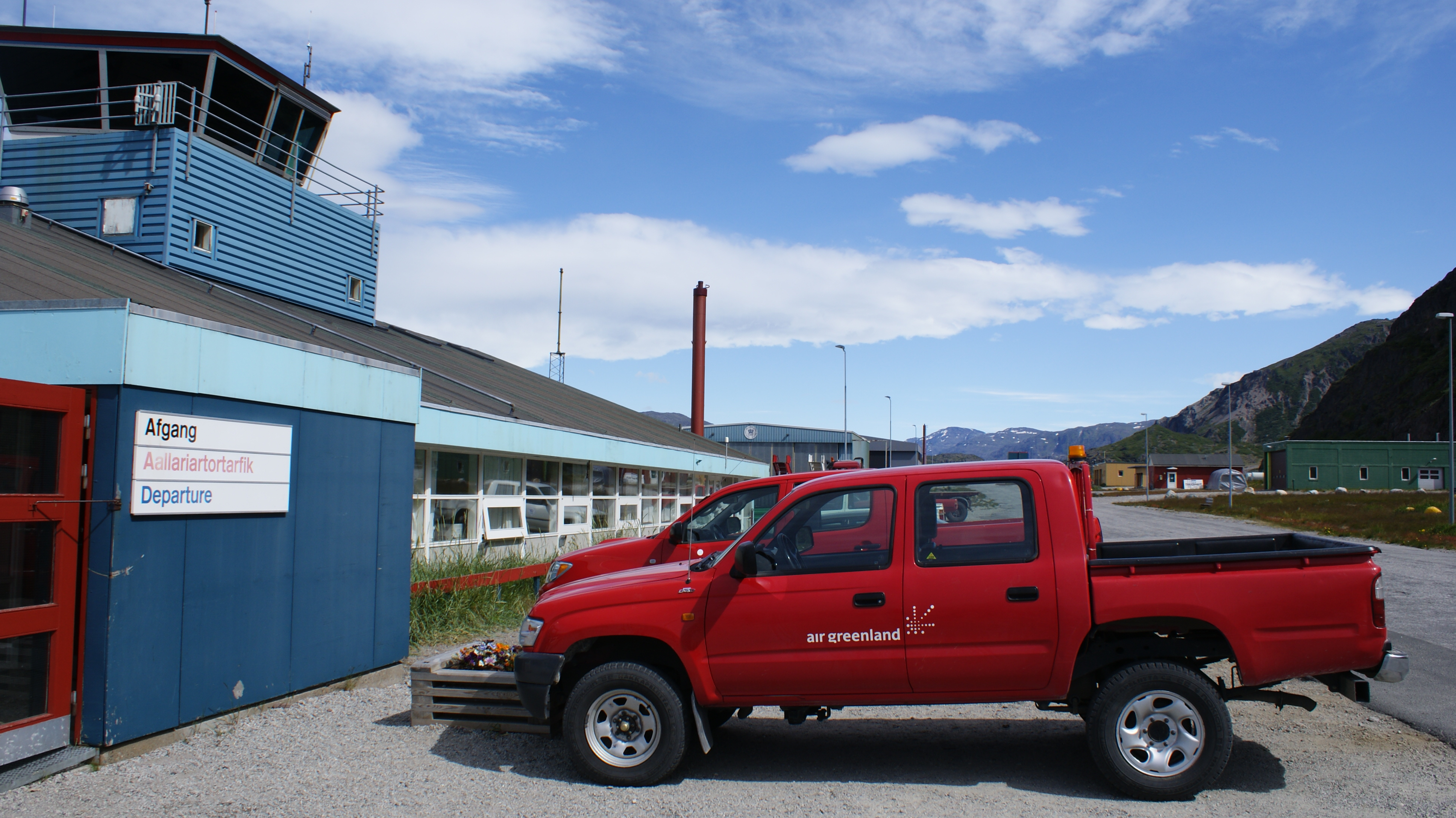
机场航站楼。

### 二战建置

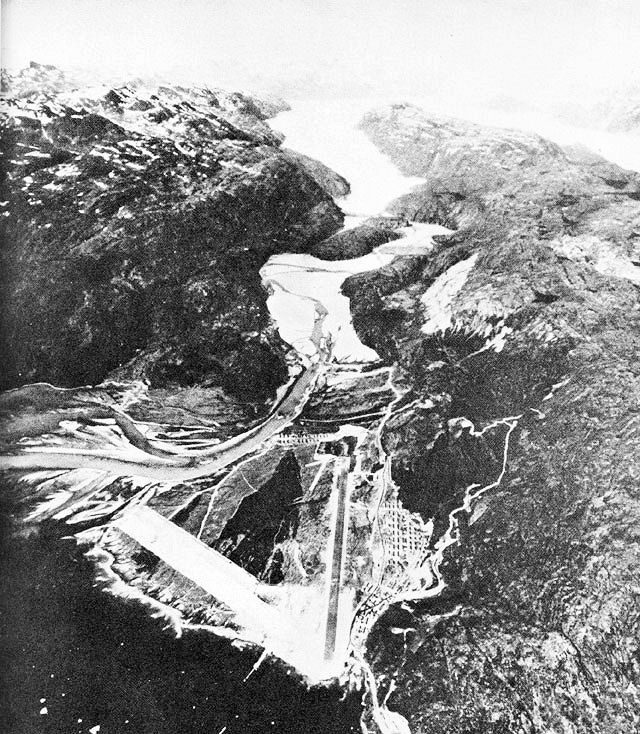
鸟瞰纳萨尔苏瓦克空军基地，1942年6月摄。

纳萨尔苏瓦克机场最初由美国战争部（国防部前身）兴建，作为陆军空军基地投入使用。机场始建于1941年7月，首架飞机于次年1月降落。二战期间，该基地以代号「Bluie West One」命名，派驻PBY卡特琳娜飞行艇与B-25米切尔型轰炸机中队，负责护航盟军船队，同时侦查与打击德国潜艇。
1943年，基地建成了一座军事医院，有250张床位。战争期间，基地约有4,000人驻扎，据估计共有超过10,000架飞机经停此地。1942年7月6日，蒙特罗斯号补给船在基地西南方的圖努利亞菲克峽灣触礁失事，船体半沉，之后很长一段时间内被当地飞行员用作导航的路标。丹麦空军在纳萨尔苏瓦克部署的第一批飞机，分别是1947年派驻的PBY卡特琳娜与1948年派驻的B-17轰炸机。

### 战后沿革

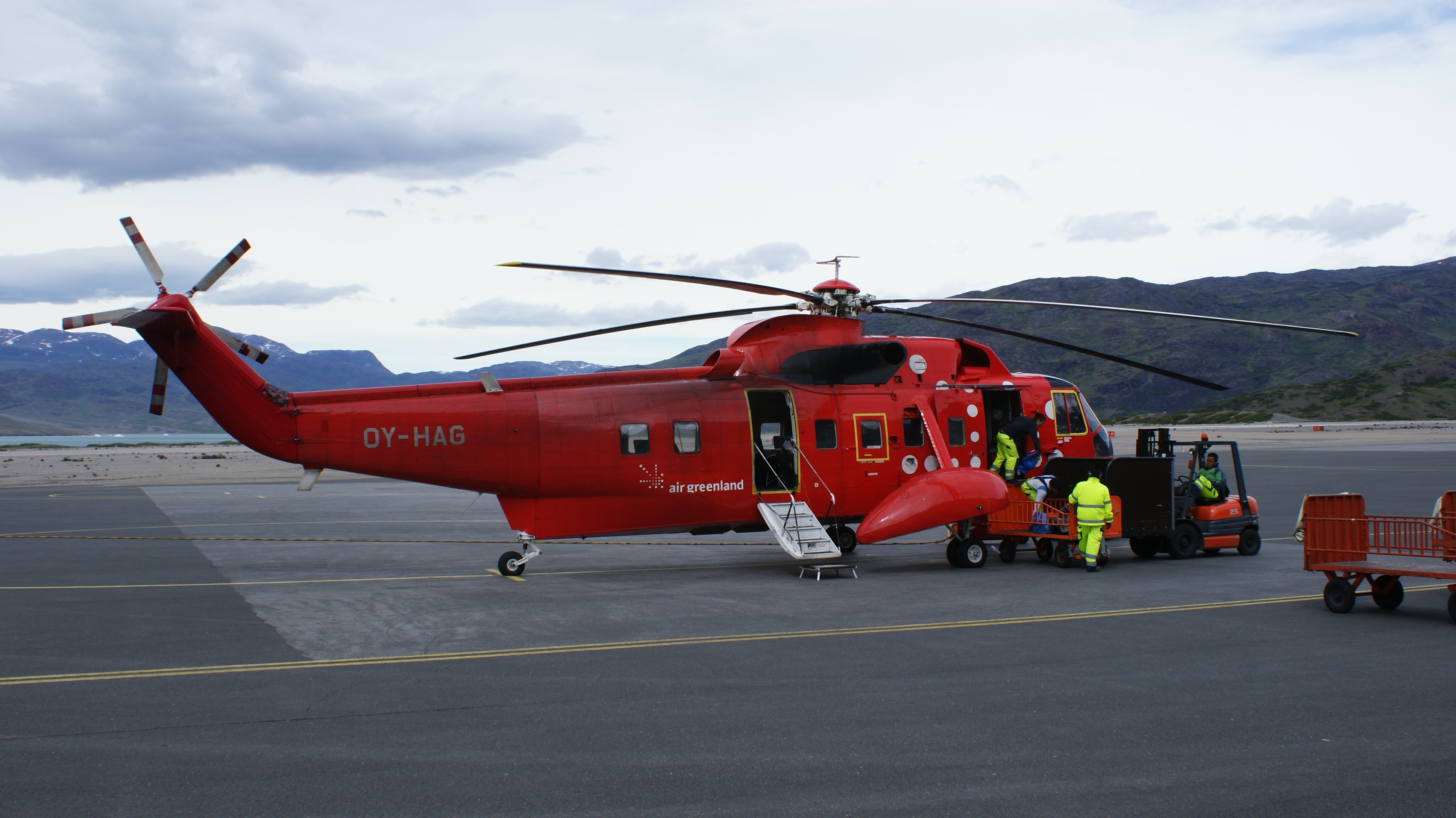
直至2010年代中期，格陵兰航空在格陵兰南部的枢纽直升机场均使用西科斯基S-61执飞。

1949年，基地开通民航业务，由北欧航空与冰岛航空运营，道格拉斯DC-4执飞。1951年4月27日，美国与丹麦签署格陵兰协防条约，两国同意共用该基地。1952年，丹麦空军向基地派驻西部航空大队（丹麦语：Luftgruppe Vest），部署了一架PBY卡特琳娜。
美国空军于1958年11月撤离纳萨尔苏瓦克，基地随即关闭。次年1月，丹麦的汉斯·赫托夫号客货轮在法韦尔角以南海域触冰山失事，全员罹难。赫托夫号的沉没促使丹麦政府决定重新启用基地，以保障海事安全。自1959年11月起，丹麦空军在纳萨尔苏瓦克部署了三架PBY卡特琳娜，负责格陵兰南海岸的冰情探察，并将所悉情况实时播报给临近船只。
1960至1970年代，格陵兰航空与北欧航空在纳萨尔苏瓦克的运营均使用道格拉斯DC-6螺旋桨客机，而冰岛航空则使用波音727喷气式客机。至1980年代，北欧航空亦开始使用道格拉斯DC-8喷气式客机。自1988年1月1日起，机场交由格陵兰机场管理局运营。冰情探察任务仍以该机场为基地，由欧直AS350松鼠一型直升机执行。

### 渐趋衰颓
直至2000年代末，纳萨尔苏瓦克机场一直是格陵兰航空的重点机场。然而，严峻的经济形势迫使航空公司多次在淡季提高票价。2009年，格陵兰航空宣布出售旗下的波音757-200客机“Kunuunnguaq”，该机是机队中仅有的两架民航客机之一，曾用于运营纳萨尔苏瓦克飞往哥本哈根的航线。同年晚些时候，格航宣布购入两架新的德哈维兰DHC-8-200短距起降客机，其中一架计划服务于新辟的纳萨尔苏瓦克-努克-雷克雅未克三角航线。然而，由于实际的机票销量与官方之前宣称的直飞冰岛的需求之间落差巨大，新航线在首飞前即被取消。这进一步加剧了格陵兰南部商界与民众的不满。
格航的波音757于2010年4月26日售出后，库亚莱克乃至整个格陵兰南部直飞欧洲的航线暂时中断。2008年至2010年的经济大衰退，以及2010年埃亚菲亚德拉火山爆发，种种因素都对客运需求造成严重打击。与此同时，冰岛航空在冰岛航线上的竞争，使得格航原计划飞往丹麦的航线变得无利可图，直接导致了格陵兰南部客流量的下降。到了2011年，重新开通直飞欧洲的航线希望渺茫。2012年夏季，格航通过租赁独立运营商包机的方式，重新开通了往返哥本哈根的航线。

### 未来规划
卡科尔托克机场目前正在建设中，预计将于2026年底投入使用，届时将取代纳萨尔苏瓦克机场联接格陵兰南部与冰岛的门户功能。2022年，格陵兰政府决定将纳萨尔苏瓦克机场降级为直升机场，废弃原有跑道。未来，跨北大西洋的通用航空与调机飞行的经停加油服务，将由卡科尔托克或其他机场提供。这些机场将具备与纳萨尔苏瓦克机场相似的跑道长度和运营能力。纳萨尔苏瓦克一带将继续有人居住，尽管机场的逐渐停用已对该地产生了影响。
首届“格陵兰航空杯”于2019年6月30日在纳萨尔苏瓦克机场举行。格陵兰飞行员雷尼·彼得森夺得冠军，亚军与季军均为法国飞行员。

## 地理环境

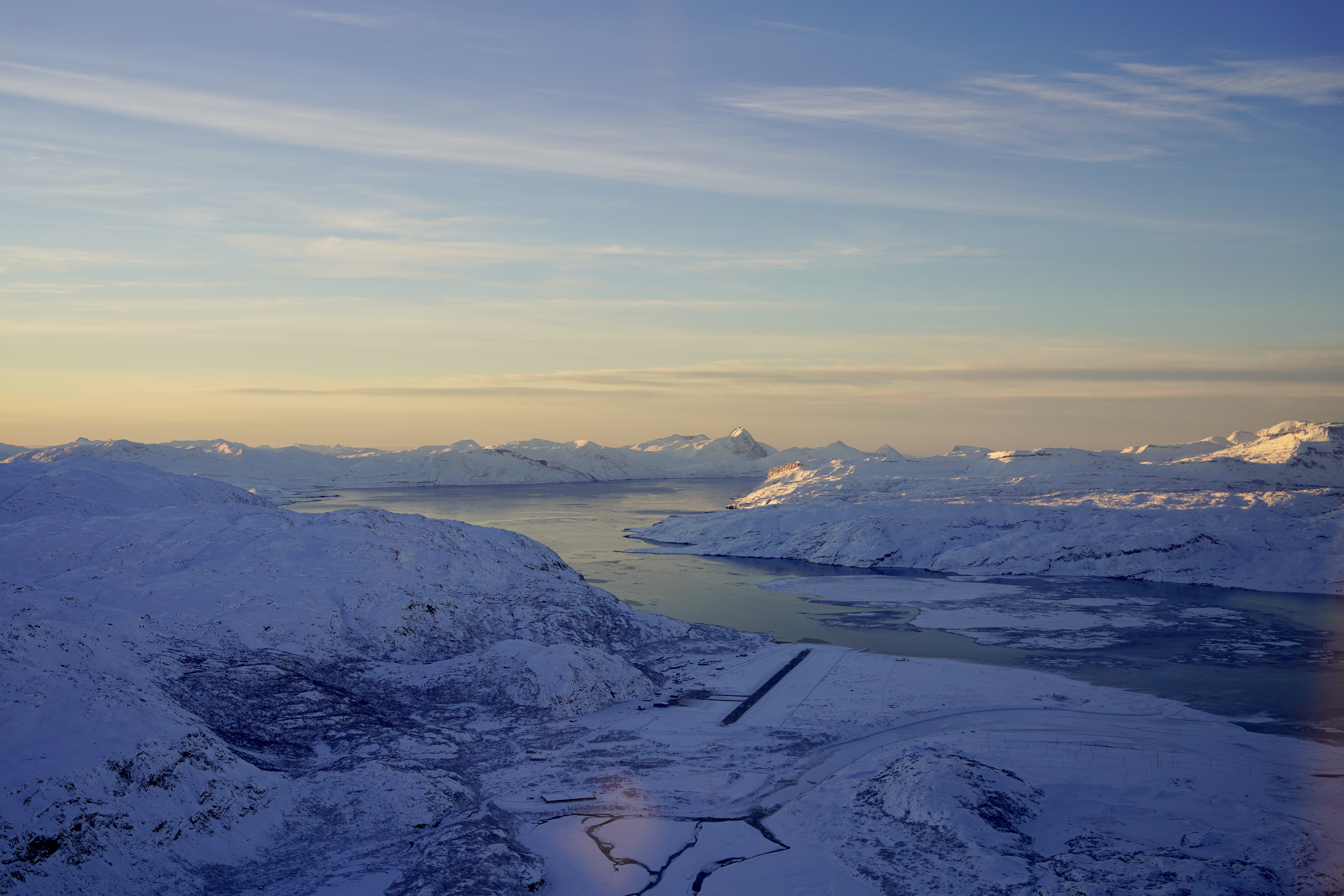
向西南眺望纳萨尔苏瓦克机场与圖努利亞菲克峽灣，2020年11月摄。

纳萨尔苏瓦克机场地处圖努利亞菲克峽灣，地形复杂，跑道被高地形环绕，强烈的东风会在机场附近产生严重的湍流与风切变。这些不稳定气流集中在机场以南，尤其是距机场东南约5海里（8公里）的科罗克峡湾（Qooroq Fjord）。跑道东北方向的花谷（Flower Valley）也可能出现强烈的下沉气流。若飞行员遭逢恶劣天气，降落几乎不可能。欧内斯特·甘恩曾于1942年驾驶DC-3飞往纳萨尔苏瓦克。在进近时，他遇到低空云层，不得不降低高度，直至距离水面仅50英尺。他最终发现了作为路标的蒙特罗斯号残骸，顺利着陆。他在回忆录《命运是猎人》中追述道：
|                             | 这里有三个峡湾。……你会注意到，三个峡湾看起来一模一样，但只有一个是通往机场的正确路径，其他都是死胡同。除非你知道怎么让飞机倒车，否则最好远离。 |
| ——欧内斯特·甘恩，命运是猎人 | |

即使天气晴和，进近该机场时仍然容易遭遇风切变。主要原因是，飞行员在进近时必须首先飞越峡湾，接着在湾谷中进行精准的90度转弯才能与跑道对齐。在转弯过程中，侧风会突然打在机身上，将飞机迅速推向机场，使得进近过程变得极不稳定。因此，纳萨尔苏瓦克机场常被飞行员视作进近颇具挑战性的机场之一。

## 设施
航站楼内设有简易自助餐厅、一家“纳诺克”（Nanoq）免税商店，以及一个小型旅游服务处，服务处负责协调机场的通用航空活动。
航站楼西南侧是纳萨尔苏瓦克博物馆。馆内主要陈列1941至1958年美军基地时期的照片与文物，展示二战期间的机场建设与日常生活，亦有介绍维京人在纳萨尔苏瓦克的定居史。该馆系私人运营，于1991年在当地居民倡议下建成。

## 航点
| 航空公司   | 目的地                                                              |
| ---------- | ------------------------------------------------------------------- |
| 格陵兰航空 | 阿魯伊薩普珀，纳诺塔利克，纳萨克，努克，卡科尔托克 季节性：哥本哈根 |
| 冰岛航空   | 季节性：雷克雅未克                                                  |

## 机场交通
船与直升机是前往当地聚落的惯用交通工具。Diskoline出售前往纳萨克与卡科尔托克的船票。由于码头距离航站楼约2.5公里，乘船需要巴士接驳。

## 意外事故
- 1957年5月13日，一架美国海外航空道格拉斯DC-4货机在进近纳萨尔苏瓦克时撞上冰盖。机上三人，两人罹难[33]。
- 2001年8月5日，一架纳斯克航空达梭猎鹰20C（英语：Dassault Falcon 20）货机在进近纳萨尔苏瓦克时坠毁。该机由波兰格但斯克飞往美国肯塔基州路易斯维尔，原定经停加油。机上三人全数罹难，包括一名乘客[34]。